# Arthur Vanderstuyft
Arthur Vanderstuyft (Essen, 23 november 1883 - Borgerhout, 6 mei 1956) was een Belgisch beroepswielrenner van 1901 tot en met 1914 en ook in 1923. Zijn jongere broer Léon Vanderstuyft koerste ook.

## Biografie
Op vraag van zijn vader Frederik Vanderstuyft, tevens wielrenner, nam de jonge Arthur deel aan een wedstrijd te Beitem (Roeselare) op zijn elfde en werd tweede.
Zijn eerste internationale wedstrijd was de Franse wielerwedstrijd Tourcoing-Betune-Tourcoing, die hij won met meer dan vijf minuten voorsprong.
In 1903 had Arthur Vanderstuyft al meer dan 500 wedstrijden gewonnen, waaronder zowel weg- als pistewedstrijden. Dat jaar won hij ook de nationale titel op de weg bij de elite te Brussel. Vanderstuyft won verscheidene titels op de baan en behaalde ook ereplaatsen op nationale kampioenschappen en wereldkampioenschappen. In 1923 kwam er een abrupt einde aan zijn carrière als wielrenner na een val door een loslopende hond die tijdens een pistetraining de baan overliep.
Na zijn wielerloopbaan probeerde hij het nog als gangmaker maar door zijn afkeer voor combinerijden stopte hij ook daarmee en werd handelsreiziger in textiel.

## Belangrijkste uitslagen
1901
3e in Nationaal Kampioenschap, Op de weg, Elite, België, Putte (Noord-Brabant), Nederland
1903
1e  in Nationaal Kampioenschap, Op de weg, Elite, België, Brussel (Brussels Hoofdstedelijk Gewest), België
1904
1e  in Nationaal Kampioenschap, Baan, Halve Fond, Elite, België, België
3e in Wereldkampioenschap, Baan, Halve Fond, Elite, Londen, Groot-Brittannië
2e in Nationaal Kampioenschap, Op de weg, Elite, België, Brussel (Brussels Hoofdstedelijk Gewest), België
1905
1e in GP de l'Indépendance, België
1e in Bol d'Or, Parijs (Ile-de-France), Frankrijk
1906
2e in Wereldkampioenschap, Baan, Halve Fond, Elite, Genève, Zwitserland
1907
3e in Europees Kampioenschap, Baan, Halve Fond, Elite, Hannover (Niedersachsen), Duitsland
1908
3e in Nationaal Kampioenschap, Baan, Halve Fond, Elite, België, Antwerpen, België
3e in Wereldkampioenschap, Baan, Halve Fond, Elite, Steglitz, (Berlijn), Duitsland
1909
2e in Nationaal Kampioenschap, Baan, Halve Fond, Elite, België, Brussel (Brussels Hoofdstedelijk Gewest), België
1912
2e in Brussel/Bruxelles, Zesdaagse, Brussel (Brussels Hoofdstedelijk Gewest), België
1e  in Nationaal Kampioenschap, Baan, Halve Fond, Elite, België,Antwerpen, België
1913
3e in Bol d'Or, Parijs (Ile-de-France), Frankrijk
2e in Nationaal Kampioenschap, Baan, Halve Fond, Elite, België, Antwerpen, België
- Bibliothèque nationale de France: cb149771418 (data)
- International Standard Name Identifier: 0000 0004 5094 1474
- Virtual International Authority File: 316737166